# Tylenchus davainei
Tylenchus davainei är en rundmaskart. Tylenchus davainei ingår i släktet Tylenchus, och familjen Tylenchidae. Arten är reproducerande i Sverige.